# Де Блекере, Франк
Франк Де Бле́кере (нидерл. Frank De Bleeckere; род. 1 июля 1966, Ауденарде, Восточная Фландрия) — бельгийский футбольный судья международной категории.

## Личные данные
Де Блекере владеет нидерландским, английским, французским, немецким языками, работает пиар-менеджером, увлекается гольфом, бегом, теннисом, сквошем. Гражданская профессия — менеджер по продажам компании, которая производит двери и лестницы.

## Карьера
Карьеру судьи начал в 1984 году. Чемпионат Бельгии судит с 1995 года. Судья ФИФА с 1998 года. Судил матчи Евро-1998 (Under-16), ЧМ-2003 (Under-20), ЧМ-2005 (Under-17), ЧМ-2006, Евро-2008, ЧМ-2010.
В июне 2020 года вошел в состав экспертно-судейской комиссии (ЭСК) Российского Футбольного Союза.

## Награды
- Лучший судья Бельгии в 1999—2003 гг.